# Лоре, Морис
Морис Лоре (фр. Maurice Lauré; 24 ноября 1917 — 20 апреля 2001) — французский экономист, автор налога на добавленную стоимость.

## Биография
Лоре окончил Политехническую школу (l'École polytechnique) по специальности инженер в 1936 году, после чего поступил на службу во французскую почтовую и телеграфную службу.
После окончания Второй Мировой, Лоре переходит на работу в налоговую службу. В 1952 году он становится министром экономики, финансов и промышленности (Direction générale des impôts).
В 1954 году Лоре изобретает налог на добавленную стоимость — косвенный налог, начисляемый при реализации продукции. Он начисляется на всех этапах производства продукции, поэтому налоговое бремя ложится на всех участников цепочки. Но в отличие от налога с продаж, при котором налоговое бремя также ложится на всех участников цепочки, происходит зачет налогов: налога, который покупатель компенсирует продавцу при покупке его товара, и налога, который покупатель платит, являясь уже продавцом своего товара. Необходимость этого объясняется желанием избежать оплаты налога за уплаченный налог, что возникает при налоге с продаж. Предполагается при этом, что снижение налогового бремени на каждое звено в цепочке сделок позволит продавцу снизить цену для конечного потребителя. Но цена зависит от множества других условий. Поэтому это утверждение не является доказанным. Зато совершенно очевидно, что такой налог, в отличие от налога с продаж, от которого трудно уклониться и, к тому же, резкое уменьшение величины «налога на налог» с удлинением цепочки продаж поощряет спекуляцию, а также коррупцию, так как сложность процедуры начисления налога используется налоговыми органами для давления на предпринимателя.
Сперва новый вид налога тестировался во французской колонии — Кот-д’Ивуаре в 1958 году. Признав эксперимент успешным, французы вводят его у себя в 1967 году.
После работы в государственном органе, Лоре уходит на службу в частный сектор: сперва он работает в банке Société Générale, затем в качестве ретейлера в Nouvelles Galeries.
С именем Лоре связан ещё один налог — Taxe Lauré, уплачиваемый на импортные товары стран с завышенными (заниженными) заработными платами и разнящимися условиями труда.

## Память
В 2011 году Международная Фискальная Ассоциация (International Fiscal Assosiation) учредила приз имени Мориса Лоре за исследования в области косвенного налогообложения.